# محمد كمال إسماعيل
محمد كمال إسماعيل (13 سبتمبر 1908 - 2 أغسطس 2008)، هو مهندس معماري مصري، من أبرز أعماله توسيع للمسجد الحرام والمسجد النبوي، اختاره الملك فهد بن عبد العزيز لتصميم هذا العمل الضخم، بعد أن اطلع على مؤلفه بعنوان موسوعة مساجد مصر.

## مسيرته العلمية والمهنية

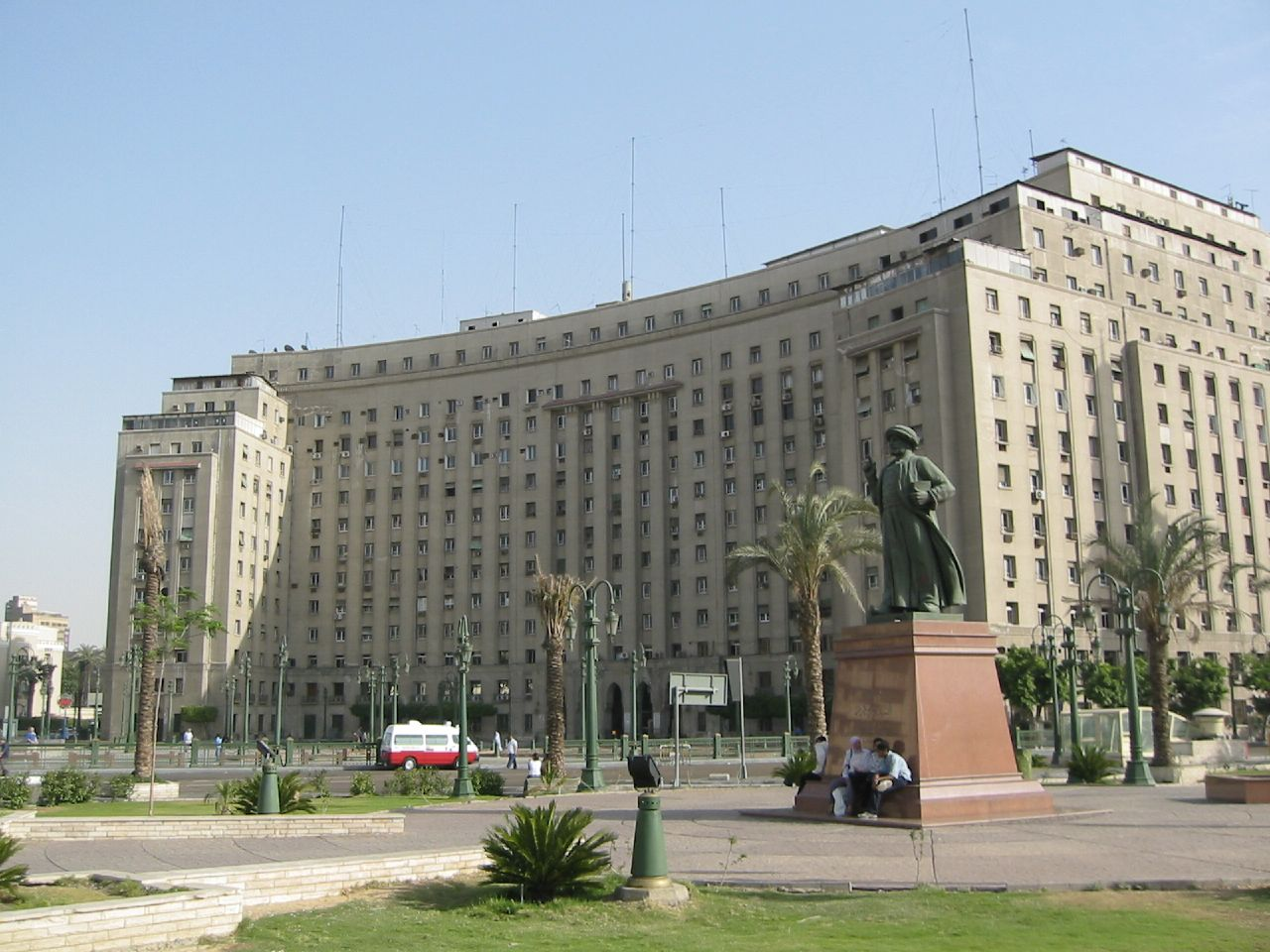
مجمع التحرير بميدان التحرير

ولد في 15 سبتمبر 1908 بمدينة ميت غمر بمحافظة الدقهلية، ودرس في مدارسة المدينة الابتدائية، بعدها انتقلت أسرته إلي مدينة الإسكندرية وهناك أنهي تعليمه الثانوي في مدرسة العباسية، ليتوجه بعدها إلى القاهرة للالتحاق بجامعتها «جامعة فؤاد الأول»، ودراسة الهندسة بها، فكان واحداً من بين أفراد دفعته التي لم يتعد عددها سبعة دارسين، وعلي الرغم من أنه تتلمذ علي يد أساتذة من إنجلترا وسويسرا درسوا له في الجامعة فنون العمارة العالمية إلا أنه تأثر بشدة بفن العمارة الإسلامية ليبدع فيه عقب التخرج ويكون ملهمه لعمل دراسة شاملة عن المساجد المصرية.
كان أصغر من حصل على الثانوية في تاريخ مصر، وأصغر من دخل مدرسة الهندسة الملكية الأولى، وأصغر من تخرج فيها، وأصغر من تم ابتعاثه إلى أوروبا للحصول على شهادة الدكتوراه في العمارة، كما كان أول مهندس مصري يحل محل المهندسين الأجانب في مصر، وكان أيضا أصغر من حصل على وشاح النيل ورتبة البكوية من الملك.
بعد حصوله علي بكالوريوس الهندسة من جامعة فؤاد الأول في مطلع ثلاثينيات القرن الماضي، سافر إلى فرنسا للحصول علي الدكتوراه التي حصل عليها للمرة الأولي في العمارة من مدرسة بوزال عام 1933، ليكون بذلك أصغر من يحمل لقب دكتور في الهندسة، تلاها بعدها بسنوات قليلة بدرجة دكتوراه أخرى في الإنشاءات وليعود إلي مصر ويلتحق بالعمل في مصلحة المباني الأميرية التي شغل منصب مديرها في العام 1948، كانت المصلحة وقتها تشرف علي بناء وصيانة جميع المباني والمصالح الحكومية، لتصمم يداه العديد من الهيئات ومنها دار القضاء العالي، مصلحة التليفونات، مجمع المصالح الحكومية الشهير بمجمع التحرير الذي أنشئ عام 1951 بتكلفة 200 ألف جنيه بالنسبة للإنشاءات، ومليون جنيه، بالنسبة للمباني التي بلغ ارتفاعها 14 طابقا، وكان لتصميم المبني على شكل القوس دوراً في تحديد شكل ميدان التحرير، وما تفرع منه من شوارع على حد وصف المعماريين. في تلك الفترة.

### أهم أعماله
أبرز البصمات التي تركها كان إشرافه على أعمال توسعة الحرمين الشريفين «المكي والنبوي»، وبناء مجمع الجلاء «مجمع التحرير حالياً» للمصالح الحكومية، ودار القضاء العالي، ومسجد صلاح الدين بالمنيل.

#### توسعة الحرمين الشريفين
استدعاه الملك فهد بن عبد العزيز وأوكل إليه مهمة إعداد التصميمات الخاصة بمشروع توسعة الحرم النبوى الشريف، والإشراف على عمليات التنفيذ. وكانت هذه أكبر عملية توسعة للحرم منذ قرون عديدة.
فالحرم النبوى زادت مساحته بمعدل زيادة سبعة أضعاف، من 14 ألف متر إلى 104 آلاف متر مربع، والحرم المكى من 265 ألف متر إلى 315 ألف متر مربع ، وهي التوسعات التي أشرف عليها بكل ما تضمنته من مشروعات التوسعة والمظلات والتكييفات والجراج الذي يسع لـ 5000 سيارة تحت الأرض، كما أنه أول من وضع الرخام الأبيض لتغطية أرض الحرمين الذي لا يتأثر بالبرودة ولا الحرارة، وبلغ إجمالى تكلفة الأعمال 18 مليار دولار
ورفض المهندس المصرى الحصول على الملايين مقابل توسعة الحرمين الشريفين، وتم تكريمه من قبل من منظمة المؤتمر الإسلامى بحصوله على جائزة التفوق في العمارة والتي سلمها له الملك فهد شخصيا. 

## تكريمه
منحه الملك فاروق وشاح النيل ولقب «البكوية»، ومنحته السعودية جائزة الملك فهد للعمارة.

## مؤلفاته

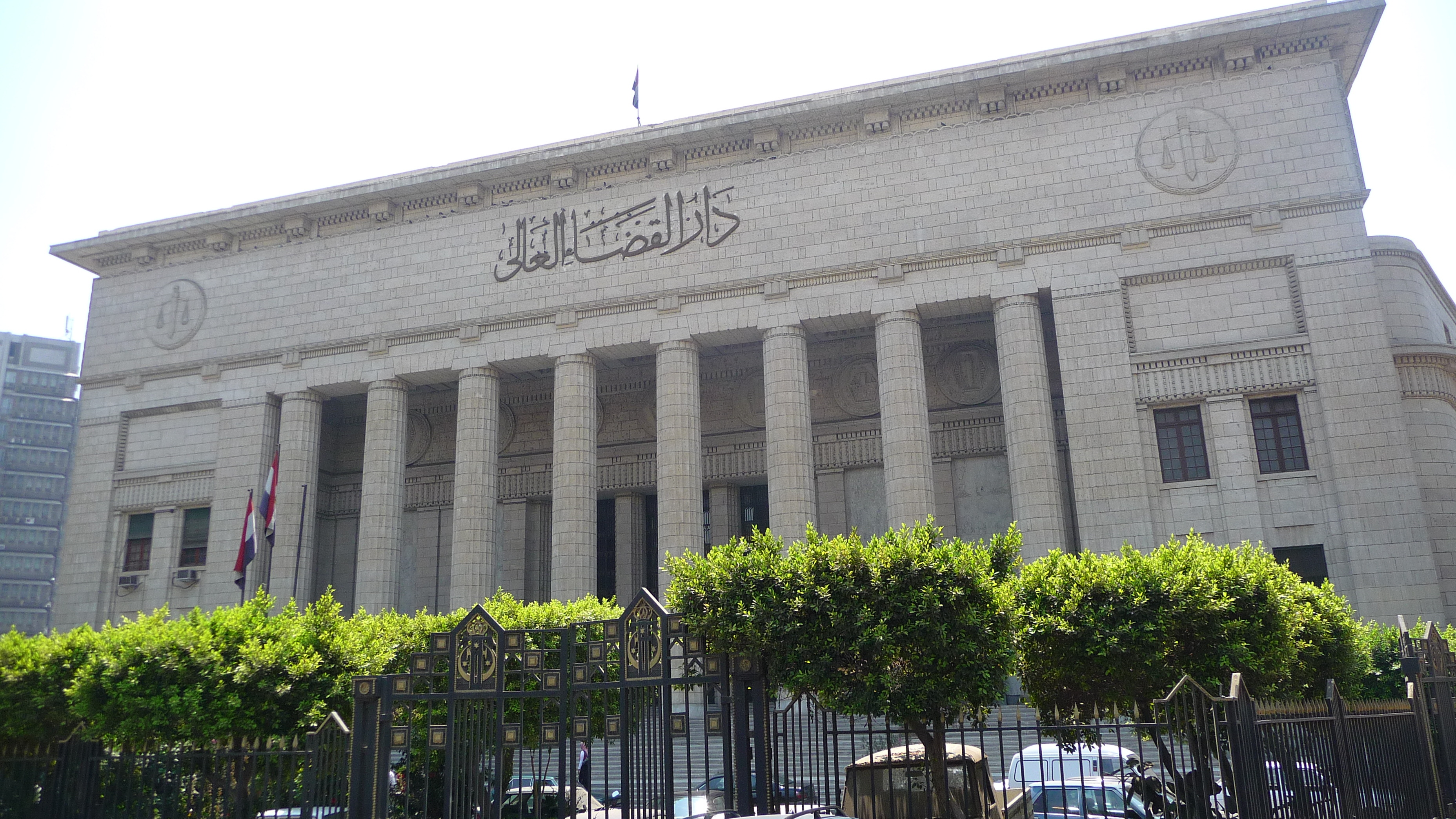
دار القضاء العالي

قدم إلى المكتبة العربية والعالمية موسوعة مساجد مصر في أربع مجلدات عرض فيها لتصميمات المساجد المصرية وطرزها وسماتها المعمارية التي تعبر كل منها عن مرحلة من مراحل الحضارة الإسلامية، وقد طبعت تلك الموسوعة فيما بعد في أوروبا ونفدت كما يقول المتخصصون فلم يعد منها أي نسخ سوى في المكتبات الكبرى. وقد كانت تلك الموسوعة سببا في حصوله على رتبة البكوية من الملك فاروق تقديراً لجهوده العلمية في تقديمها.

## حياته الشخصية
انشغل بحياته العملية عن مثيلتها الخاصة. لينسى حتى فكرة الزواج إلى أن اتخذ قرار الارتباط في العام 1952، وهو في الرابعة والأربعين من العمر ولينجب ابناً واحداً، أنجب له حفيدان. ومع رحيل الزوجة في العام 2002، ورحيل غالبية أصدقائه أيضاً، زادت حالة الانعزال التي عاشها خاصة بعد أن بلغ الخامسة والتسعين من عمره ورحل قبل أن يتم العام المائة من عمره.